# Типлер
 Типплер  — порода голубей, выведена в Великобритании в середине XIX века — голубеводы целенаправленно скрещивали сизых английских турманов и французских и Иранский и Пакистанский высоколётных. Порода сохранилась до наших дней. Бывает английский выставочный типплер .

## Описание
У типплеров скромное на вид оперение, но форма настоящей спортивной птицы. Встречаются чисто-чёрные, красные, сизые, синие с тёмными поясами на крыльях и лентой в хвосте, пёстрые и другой окраски. Типплеров ценят за выдающиеся лётные способности и выносливость. Мировой рекорд продолжительности полёта, зафиксированный в 1975 г. в Англии, составил 20 ч. 40 мин. Один из молодых голубей двумя годами раньше продержался в небе 18 ч. 07 мин. 